# Provincia di Bologna
La provincia di Bologna (pruvénzia ed Bulåggna in dialetto bolognese) è stata una provincia italiana, la più popolosa dell'Emilia-Romagna.
L'ente è stato soppresso il 31 dicembre 2014 e sostituito con la città metropolitana di Bologna dal 1º gennaio 2015.

## Geografia
La provincia di Bologna comprendeva l'Emilia sud-orientale e il territorio di sette comuni storicamente compresi nella regione storico-geografica della Romagna (Borgo Tossignano, Casalfiumanese, Castel del Rio, Dozza, Fontanelice, Imola, Mordano).
Il territorio provinciale si estendeva principalmente in pianura e in collina: la montagna occupava il 21,3% della provincia (contro una media regionale del 25%).
Confinava a nord con la provincia di Ferrara, a est con la provincia di Ravenna, a sud con la provincia di Firenze, a sud-ovest con la provincia di Prato e la provincia di Pistoia, a ovest con la provincia di Modena.

## Storia
La provincia di Bologna venne istituita nel 1859, con decreto dittatoriale di Luigi Carlo Farini, in previsione dell'annessione dell'Emilia al Regno di Sardegna; era suddivisa nei circondari di Bologna, di Imola e di Vergato.
Nel 1884 ricevette dalla provincia di Ravenna i comuni di Castel del Rio, Fontana Elice e Tossignano.
Nel 1929 cedette alla provincia di Modena il comune di Castelfranco Emilia, e ricevette dalla provincia di Ferrara il comune di Pieve di Cento.
In ottemperanza alla legge n. 56 del 7 aprile 2014, la provincia di Bologna ha cessato di esistere il 31 dicembre 2014, venendo sostituita dalla città metropolitana di Bologna.

Stemma del 1933

## Società
Abitanti censiti (migliaia)

## Comuni
Appartenevano alla provincia di Bologna i seguenti 56 comuni:
- Anzola dell'Emilia
- Argelato
- Baricella
- Bentivoglio
- Bologna
- Borgo Tossignano
- Budrio
- Calderara di Reno
- Camugnano
- Casalecchio di Reno
- Casalfiumanese
- Castel d'Aiano
- Castel del Rio
- Castel di Casio
- Castel Guelfo di Bologna
- Castel Maggiore
- Castel San Pietro Terme
- Castello d'Argile
- Castenaso
- Castiglione dei Pepoli
- Crevalcore
- Dozza
- Fontanelice
- Gaggio Montano
- Galliera
- Granaglione
- Granarolo dell'Emilia
- Grizzana Morandi
- Imola
- Lizzano in Belvedere
- Loiano
- Malalbergo
- Marzabotto
- Medicina
- Minerbio
- Molinella
- Monghidoro
- Monte San Pietro
- Monterenzio
- Monzuno
- Mordano
- Ozzano dell'Emilia
- Pianoro
- Pieve di Cento
- Porretta Terme
- Sala Bolognese
- San Benedetto Val di Sambro
- San Giorgio di Piano
- San Giovanni in Persiceto
- San Lazzaro di Savena
- San Pietro in Casale
- Sant'Agata Bolognese
- Sasso Marconi
- Valsamoggia
- Vergato
- Zola Predosa